# Kashtin
Kashtin és un duet musical canadenc de folk-rock creat pels músics innu Florent Vollant (Maliotenam, vora Sept Îles, Quebec, 1959) i Claude McKenzie (Schefferville, Quebec 1967). Es va formar el 1984, i van debutar en el Festival Innu Nikamu a Maliotenam. El 1989 van treure el disc Kashtin (Tornado) amb els èxits E Uassiuian (La meva infantesa), Tipatshimun (Cançó del diable), i Tshinanu (Nosaltres), considerat un himne innu.
El 1991 van treure el disc Innu, alhora que tocaven a França i als EUA. El 1994 van treure el disc Akua Tua i el 2003 es van dissoldre. Des d'aleshores només s'han reunit esporàdicament i han continuat les seves carreres en solitari.